# Welsh Corgi Pembroke

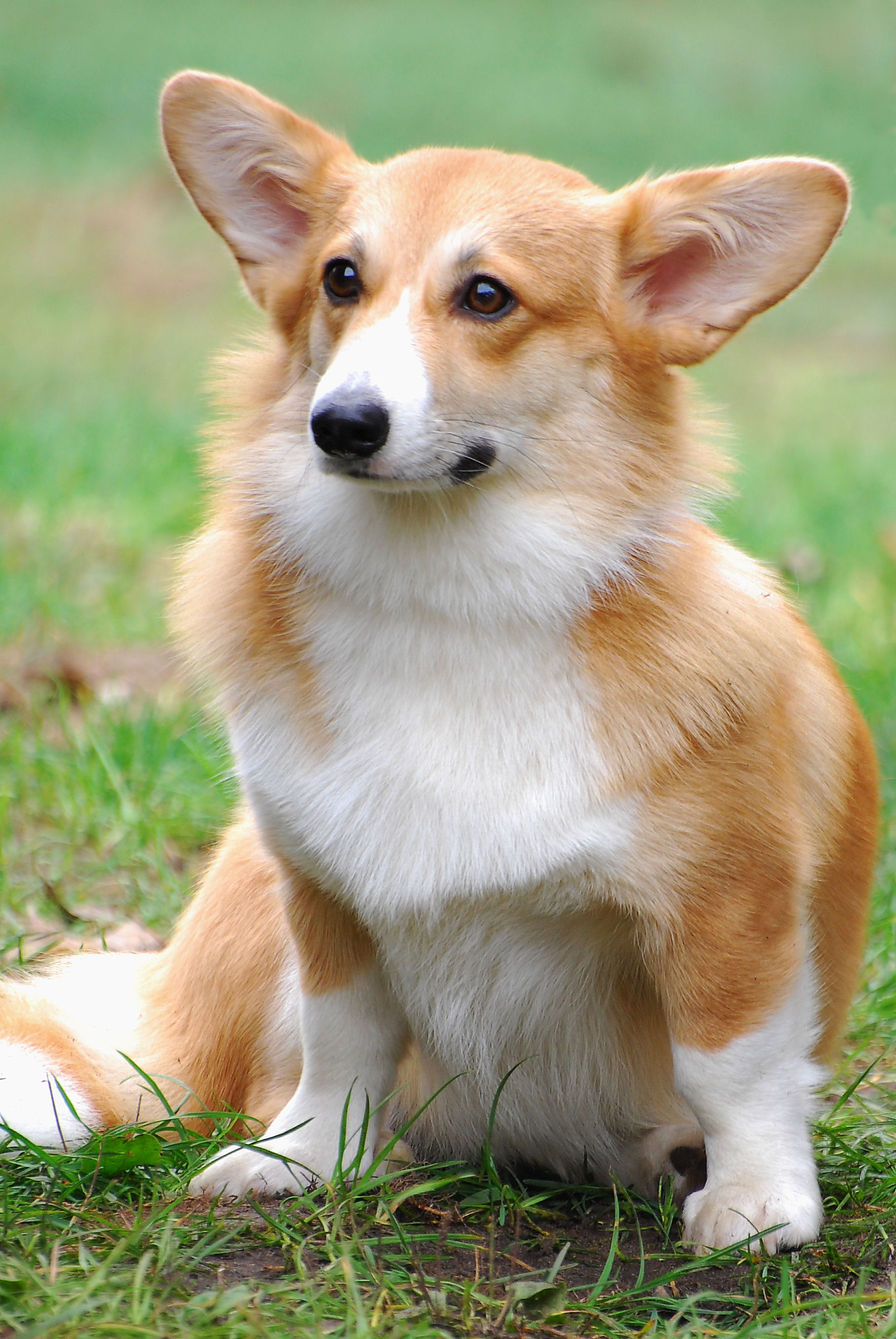
Pies rasy Welsh Corgi Pembroke o umaszczeniu rudym z białymi znaczeniami.

Welsh corgi pembroke – rasa psów, należąca do grupy psów pasterskich i zaganiających, zaklasyfikowana do sekcji psów pasterskich (owczarskich). Typ jamnikowaty. Nie podlega próbom pracy.

## Krótki rys historyczny
Rasa wyhodowana w Walii. Jej pochodzenie jest kwestią sporną: najczęściej przyjmuje się, że przodkami psów tej rasy były vallhundy, sprowadzone do Walii w IX wieku przez wikingów. W myśl alternatywnej teorii welsh corgi pembroke miałby się wywodzić od psów flamandzkich tkaczy, przybyłych do Walii około X wieku. Pierwsze zapiski na temat psów, które można uznać za protoplastów rasy, znajdują się w Kodeksie Walijskim króla Howella Dha (920 r.). Słowo „corgi” w języku celtyckim oznacza krasnopsa. Bardzo podobną, nieco starszą rasą jest welsh corgi cardigan.

## Użytkowość
Psy te wykorzystywane są jako psy pasterskie i zaganiające bydło. Coraz częściej są to psy towarzyszące.

## Temperament
Welsh corgi pembroke jest przyjaźnie nastawiony wobec ludzi, kontaktowy, pogodny, pojętny, stanowczy i czujny. Choć osiąga niewielkie rozmiary i może mieszkać w małym mieszkaniu, jest aktywny i należy zapewnić mu odpowiednią dawkę ruchu na świeżym powietrzu. Pies rodzinny, bardzo wierny, skory do wspólnych zabaw oraz akceptujący dzieci w każdym wieku. Wobec niemowląt jest wyjątkowo delikatny, starsze dzieci i dorośli mogą jednak paść ofiarą typowego dla rasy nawyku podszczypywania łydek. Jest to dziedzictwo przeszłości: w ten sposób corgi pasące bydło dyscyplinowały stado. Choć podszczypywanie może być denerwujące i bolesne, nie należy go traktować jako sygnału alarmującego: corgi nie jest psem agresywnym. Może jednak nie tolerować innych psów.

## Budowa
Średniej wielkości pies o krótkich nogach. W odróżnieniu od Cardigana uszy ma mniejsze i ruchliwe, także zaokrąglone.
- Szyja: muskularna, dobrze rozwinięta.
- Tułów: długi i mocny; klatka piersiowa szeroka i głęboka; linia grzbietu prosta.
- Ogon: osadzony na linii grzbietu, dużo krótszy niż u cardigana.
- Głowa: lisia w kształcie; między uszami czaszka jest dosyć szeroka i płaska; stop średnio zaznaczony; kufa zwęża się lekko ku końcowi; nos czarny.
- Oczy: brązowe, nigdy wyłupiaste.

## Szata i umaszczenie
Rude, śniade, płowe lub czarne podpalane, jednolite lub z białymi znaczeniami na nogach, klatce piersiowej, szyi i głowie.

## Zdrowie i pielęgnacja
Najbardziej typowe dla rasy dolegliwości to wrodzony postępujący zanik siatkówki (PRA), problemy z dyskami międzykręgowymi i choroby spowodowane otyłością, na którą corgi jest podatny. Pielęgnacja szaty nie jest skomplikowana i najczęściej sprowadza się do regularnego szczotkowania.

## Popularność
W Polsce rasa coraz częściej spotykana.
Miłośniczką rasy była królowa brytyjska Elżbieta II, która pierwszego welsh corgi pembroke otrzymała w prezencie jeszcze jako dziecko. Z czasem zaczęła utrzymywać liczną sforę, co przyczyniło się do zwiększenia popularności rasy.